# Ministério Extraordinário de Segurança Alimentar e Combate à Fome
O Ministério Extraordinário de Segurança Alimentar e Combate à Fome (MESA) foi um ministério brasileiro criado em 1 de janeiro de 2003, no governo do presidente Luiz Inácio Lula da Silva, pela MP nº 103 de 1º/1/2003, depois transformada na Lei 10.683, de 28 de maio de 2003.
Entre suas competências estavam a de formular e coordenar a implementação da Política Nacional de Segurança Alimentar e Nutricional, com o objetivo de garantir o direito humano à alimentação no território nacional, assim como promover a articulação entre as políticas e programas dos governos federal, estaduais e municipais e as ações da sociedade civil ligadas à produção alimentar, alimentação e nutrição.
Sob sua gestão estava o Fundo de Combate e Erradicação da Pobreza. Com sua extinção, suas competências passaram para o Ministério do Desenvolvimento Social e Combate à Fome. Seu único ocupante foi José Graziano da Silva.